# Мачука, Иманоль
Иманоль Хавьер Мачука (исп. Imanol Javier Machuca; род. 15 января 2000, Рольдан, Санта-Фе) — аргентинский футболист, вингер клуба «Унион Санта-Фе».

## Клубная карьера
Мачука — воспитанник клубов «Сан-Лоренсо Ролдан», «Эль Порвенир де Норте», «Спортиво Мартиенсо», «Тальерес» и «Унион Санта-Фе». 29 октября 2020 года в поединке Южноамериканского кубка против эквадорского «Эмелека» Иманоль дебютировал за основной состав последнего. 9 января 2021 года в матче против «Патронато» он дебютировал в аргентинской Примере. 31 октября в поединке против «Росарио Сентраль» Иманоль забил свой первый гол за «Унион Санта-Фе». Летом 2023 года Мачука перешёл в бразильский «Форталеза». 29 июля в матче против «Ред Булл Брагантино» он дебютировал в бразильской Серии A.